# William W. Ellsworth

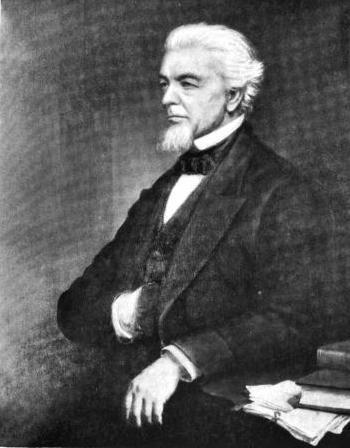
William W. Ellsworth

William Wolcott Ellsworth (* 10. November 1791 in Windsor, Hartford County, Connecticut; † 15. Januar 1868 in Hartford, Connecticut) war ein US-amerikanischer Politiker und 13. Gouverneur des Bundesstaates Connecticut.

## Frühe Jahre und politischer Aufstieg
William Ellsworth war der Sohn von Oliver Ellsworth, einem US-Senator und Richter am Supreme Court. Er graduierte 1810 an der Yale University, studierte Jura in Litchfield und wurde 1813 als Anwalt zugelassen. Ab 1817 war Ellsworth am Trinity College in Hartford als Juraprofessor (Professor of Law) tätig, eine Stellung, die er bis zu seinem Tod innehatte. Später entschloss er sich in die Politik zu gehen. Er kandidierte als Mitglied der National Republican Party für das US-Repräsentantenhaus und siegte. Ellsworth wurde in den 21., 22. und 23. US-Kongress gewählt und war dort vom 4. März 1829 bis zu seinem Rücktritt am 8. Juli 1834 tätig. Danach wurde er 1836 für den 1. Bezirk in den Senat von Connecticut gewählt.
William Wolcott Ellsworth war mit Emily S. Webster, älteste Tochter von Rebecca Greenleaf und Noah Webster, einem Farmerssohn, der begann Wörterbücher zu veröffentlichen, verheiratet. Das Paar hatte sechs gemeinsame Kinder.

## Gouverneur von Connecticut
Ellsworth gewann 1838 die Gouverneursnominierung der Whigs und wurde im selben Jahr zum Gouverneur von Connecticut gewählt. Er wurde 1839, 1840 und 1841 wiedergewählt. Während seiner Amtszeit wurde eine progressive Methode für Wählerregistrierung (engl. voter registration) konstituiert, eine Schulkommission gegründet und belanglose Gesetze verabschiedet, mit dem Ziel Connecticuts unbeständiges Finanzsystem zu verbessern. Ellsworth gewann ebenfalls 1842 die Gouverneurswahl, jedoch entschied die Legislative, dass der Demokrat Chauncey F. Cleveland der eigentliche Sieger war.

## Weiterer Lebenslauf
Ellsworth kehrte zu seiner Tätigkeit in seiner Anwaltspraxis zurück. Später war er ab 1847 als beisitzender Richter am Connecticut Supreme Court sowie am Supreme Court of Errors tätig. Aufgrund von rechtsstaatlichen Regelungen bezüglich des Alters musste er 1861 in Rente gehen. Er lehnte zwei Nominierung für den US-Senat ab und zog sich aus dem öffentlichen Leben zurück.
William W. Ellsworth verstarb am 15. Januar 1868 in Hartford und wurde dort auf dem Old North Cemetery beigesetzt.